# 蘇州新地中心公交站台持刀襲擊事件
當地時間2024年6月24日約16:00，中華人民共和國江蘇省蘇州市虎丘區塔園路新地中心公交站台上，中國安徽籍男子周加胜襲擊一對居華日本僑民母子和日本人學校校車上的中國員工。此次襲擊造成1人死亡，2人受傷。中華人民共和國外交部發言人毛寧稱持刀襲擊事件為「偶發事件」。
2025年1月23日，法院以故意杀人罪判处被告安徽籍兇手周加胜死刑。同年4月16日，中國外交部通知日本駐華大使館，周加勝已被執行死刑。

## 背景
據日本外務省2023年10月公佈數字，居於蘇州的日僑約5312人。根據與事件有關的蘇州日本人外籍人員子女學校官方網站資訊，該學校提供小學一年級至中學三年級的日本語教育，並設有幼兒園。事發地點公交站台周邊正是日僑聚居地點。
此襲擊是中國在2024年6月份第二宗外國人遭暴力襲擊事件。同年6月10日，4名來自美國的大學教師在吉林市北山公園遭到持刀襲擊，其中一位遇襲教師大卫·萨布纳（David Zabner） 是美國愛荷華州州議員亚当·萨布纳的哥哥。
同年9月18日广东省深圳市又发生一宗针对日本人在华子女的暴力襲擊事件，致使一名日籍未成年人死亡。

## 襲擊
日本駐上海總領事館與蘇州警方通報指，2024年6月24日16时许，一對居華日本僑民母子和日本人學校校巴上的中國員工遭到持刀襲擊。
據日本媒體報導指，事發時正值放學時間，30多歲的日僑母親和其3歲的兒子在距離蘇州日本人外籍人員子女學校1公里的新地中心公交站台等待校車接送。日本人學校校車到達公交站台時，一名52歲的中國籍無業非本地男子周加勝突然揮刀襲擊該母子，襲擊者抓住該日本小童的衣服，其背部中刀。
其後襲擊者試圖登上校車，車上54歲的中華人民共和國籍校車引導員胡友平阻止襲擊者，讓日本男童得以躲避。據涉事日本籍成年伤者（小童母親）陳述，胡友平先拉後抱襲擊者，其和學生家長利用雨傘與手袋阻擋襲擊者。襲擊者最後被胡友平和另一名計程車司機合力制服。胡友平則被犯罪嫌疑人「连捅数刀」，傷重倒地昏迷。襲擊者被制服後仍喧鬧一段時間，其稍後被警方刑事拘留。
事发后，3名傷者被送往醫院，日籍小童住院治療，而小童母親在當日出院。而在袭击中试图阻止歹徒行凶的乘务员胡友平则在送院抢救无效，在兩天後的6月26日去世。苏州市见义勇为称号评定工作小组在6月27日提请苏州市人民政府追授胡友平“苏州市见义勇为模范”称号，而苏州市人民政府則於7月2日正式追授胡友平該称号。6月28日，胡友平告別儀式在蘇州市殯儀館舉行，其家屬、親朋好友、市民群眾以及市區兩級相關領導前往吊唁。

## 遇害者
胡友平（1969年7月27日—2024年6月26日）是江蘇省淮安市茭陵鄉茭陵村人。20岁時，她入苏州纱厂作纺织女工，進而在蘇州結婚生子。之後，胡友平去另一个苏州工厂继续打工。2016年春，胡友平失業，改到蘇州干将路一家家政公司应聘育儿嫂和包月小时工。2020年，胡友平自己作微商，店取名“DM时尚”，販賣女性消费品，但遇到2019冠状病毒病疫情收店。她因此回任清潔人員、各種外包临时工作，直到应聘上苏州日本人学校的校车引导员。2025年7月，胡友平荣获第十五届全国见义勇为英雄模范。

## 後續

### 案件发生后
6月25日中午，日本驻上海总领事馆总领事赤松秀一会见苏州市市长吴庆文，就事件提出交涉，要求苏州市尽快向日方公开案件相关信息，并加强对苏州日本人学校周边的警备。吴庆文表示已经要求进一步加强安全防范工作。
6月25日下午，中華人民共和國外交部發言人毛寧在例行記者會稱襲擊事件是「偶發事件」，形容全世界都會發生，其稱「中國仍是全球最安全的國家之一」，會保護中國公民一樣採取措施保護在華外國人。當彭博社記者詢問如何衡量中華人民共和國是「最安全的國家之一」，毛寧稱「來自各方的評價」，她又稱「你生活在中國，相信能感受到中國很安全。」
日本駐上海總領事館稱未能證明襲擊事件是有意針對日本人，然而其透露於同年4月，在蘇州淮海街曾有一名日本男子被可能是中國人的男子刺中，頸部受輕傷。
蘇州日本人外籍人員子女學校於6月25日暫停授課，在加強保安措施之後於6月26日復課，而蘇州警方也在學校附近加強警力。蘇州的日僑對事件感到擔憂，不敢讓孩子出外。
中國大陸網民對事件反應不一，有網民發帖盛讚胡友平，稱「長遠來看，這位女俠拯救了蘇州乃至全國許多人的工作」，帖文在一日之內，獲超過2萬人點讚；另外有網民討論此事件可能與仇恨教育或中國反日情緒有關。新浪微博则在6月26日公佈清理了759篇条以此事煽动仇恨、美化犯罪的贴文，並對36个违规帳號禁言或銷號。网易、腾讯、抖音、Bilibili等多个社交平台罕见发布公告，表示处理了大量「煽动中日对立、挑动极端民族主义情绪」的言论。
6月30日，共同社引述多名日中关系消息人士称，周加勝没有工作，也没有家人，近期从外地来到苏州，感到被孤立，此次袭击事件可能是一起无差别行凶。
7月1日下午，以日本前众议院议长河野洋平为团长的日本国际贸易促进协会一行87人在北京人民大会堂与中華人民共和国副总理何立峰举行会谈。会谈中何立峰表示，不能让苏州的日本人学校校车遭袭击事件对中日关系“产生影响”。
12月27日，日本外相岩屋毅访华回国后在记者会上透露，中方通报周加勝已被起诉。
2025年1月9日，周加勝在蘇州市中級人民法院進行一審，同月23日，法院以故意杀人罪判处被告周加胜死刑。日本驻上海总领事馆2月7日透露，周加胜未提出上诉。同年4月16日，中國外交部通知日本駐華大使館，周加勝已被執行死刑。

### 哀悼
6月28日，毛寧表示胡友平“体现了中国人民的善良和勇敢”，並对她不幸逝世表示哀悼。
同日，日本官房長官林芳正對襲擊事件表示遺憾，稱希望受害者早日痊癒。他已向蘇州派遣日本駐上海總領事館向當地日僑提供支援，日本政府並向北京要求防止類似事件再次發生和共享信息。
| 日本国驻华大使馆 （Embassy of Japan in China） | X的logo，一个风格化的X字母 |
| @Japan_Emb_inCN                                | X的logo，一个风格化的X字母 |

惊闻胡友平女士经抢救无效不幸离世，我馆深感痛惜。胡友平女士以一己之力从歹徒手中保护了无辜的妇幼，相信她的勇气与善良也代表了广大中国民众。我们在此向胡女士的大义之举致敬，愿胡女士安息。 
#勇救日本母子的中国女子去世
2024-06-28
6月28日，日本駐華大使金杉宪治在大使館官方新浪微博與X上發表影片聲明，對胡友平離世表示哀悼，稱讚她以一己之力保護無辜婦孺免受兇手危害，「相信她的勇氣與善良也代表了廣大中國民眾」，日本駐華大使館為其下半旗致哀。日本外務大臣上川陽子在新聞發佈會上哀悼胡友平，表示對其逝世深感悲痛，上川陽子對胡友平「勇敢行為表示深深的感謝和敬意」。
不少蘇州市民6月28日得知胡友平去世後，至事發地送花悼念。有網民披露該巴士站有20多名便衣，想方設法要把路人手裏的花拿走，有網民並為此「和幾個便衣大吵一架」。中新網報道，現場有人稱「花會統一收集，並送到殯儀館」。
6月28日，《苏州日报》称胡友平家屬透過其向外界表示：
家人一致商議，決定不接受捐款捐物，也希望不再被打擾，只願逝者安息，家人們能盡早回歸平靜的生活。——苏州日报
而6月28日晚，天津廣播電視塔投影胡友平肖像，並投影「一道照亮世人心靈的光」、「一人興善萬人可激」、「一個大寫的人」等字句以作哀悼。
苏州市政府表示将设立“友平见义勇为基金”表彰胡友平；2025年7月21日，第15屆全國見義勇為英雄模範表彰大會在北京召開，胡友平獲「全國見義勇為模範」稱號。

## 影响
受到事件影响，日本外务省在2024年8月制定的2025年度预算案当中，加入了3.5亿日元用于中国的日本人学校校车警卫费用，计划每一辆校车配备一名警卫员。